# Савченко Андрій Володимирович (юрист)
Андрі́й Володи́мирович Са́вченко (нар. 2 листопада 1971 року) — доктор юридичних наук (2008), професор (2010), професор кафедри кримінального права Національної академії внутрішніх справ (Київ), полковник поліції у відставці. Почесний професор закладу вищої освіти країни Європейського Союзу (Чехія) – «Akademie HUSPOL». Академік Національної академії наук вищої освіти України.

## Біографія
Закінчив у 1996 р. – Українську академію внутрішніх справ, у 1999 р. – Київський державний лінгвістичний університет (1999 р.), у 2000 р. – Національну академію ФБР (США). Фахівець у галузі кримінального права і порівняльного правознавства. Основні напрямки наукової діяльності: проблеми порівняльного кримінального права (зокрема, з огляду на євроатлантичний вектор); мотив і мотивація злочину; теорія кваліфікації злочинів; кримінально-правова характеристика корупційних злочинів; кримінальна відповідальність за шахрайство та інші злочини проти власності, контрабанду, злочини проти статевої свободи та статевої недоторканості особи, проти суспільної моральності тощо.
Підготував понад 400 публікацій наукового та навчально-методичного характеру, зокрема є автором (співавтором) 13 монографій, понад 10 підручників та 25 навчальних посібників (мультимедійних включно), у т.ч. – близько 15 з грифом МОН України та МВС України. Його праці неодноразово ставали переможцями конкурсів на краще наукове та навчальне видання в системі МВС України. Отримав (у співавторстві) близько 10 свідоцтв про реєстрацію авторського права на твір. Має низку публікацій у виданнях, що входять до міжнародних баз Scopus, EBSCO, Ulrich’s Periodicals Directory тощо.
Є активним учасником науково-теоретичних та науково-практичних заходів (зокрема, за час своєї науково-педагогічної діяльності взяв участь у роботі понад 150 наукових конференцій, симпозіумів, семінарів, сесій, форумів, круглих столів, у т.ч. міжнародних). Постійно бере участь у міжнародних тренінгах і підвищенні кваліфікації. Підготував дванадцять кандидатів юридичних наук, продовжує керувати науковими дослідженнями здобувачів вищої освіти.
Є членом двох спеціалізованих вчених рад у Національній академії внутрішніх справ для захисту дисертацій на здобуття наукового ступеня кандидата та доктора юридичних наук, членом редколегій низки фахових журналів з юридичних наук (зокрема, «Науковий вісник Національної академії внутрішніх справ» та «Юридична наука»).
Був членом Науково-консультативної ради при Верховному Суді України та експертом Національної громадської платформи «Реформуємо МВС: прозорість і відповідальність». Брав участь у підготовці патрульних поліцейських м. Києва та детективів Національного антикорупційного бюро України. Постійно готує пропозиції та зауваження до різних проектів законів України та інших нормативно-правових документів. Здійснював науково-практичне коментування Кримінального кодексу України, законів України «Про запобігання корупції», «Про основні засади забезпечення кібербезпеки України»  та деяких інших нормативно-правових актів.
У Національній академії внутрішніх справ викладає низку дисциплін: «Кримінальне право. Загальна частина»; «Кримінальне право. Особлива частина»; «Теорія кваліфікації злочинів»; «Правозастосовча практика»; «Правозастосування»; «Сучасні аспекти кримінального права та процесу» тощо.
Нагороджений різними відомчими відзнаками МВС України (зокрема, «Кращий працівник МВС України», «За безпеку народу», «За відзнаку в службі», «За сумлінну службу» ІІІ, II та І ступенів), почесними знаками Української Секції Міжнародної Поліцейської Асоціації, Всеукраїнської громадської організації «Союз Чорнобиль України», почесною грамотою Верховного Суду України, Національного агентства України з питань державної служби тощо.
Задля посилення практичної складової у 2019 р. був відряджений з Національної академії внутрішніх справ до Національної поліції України. До травня 2020 р. обіймав посаду начальника відділу в центральному апараті Національної поліції України. Вийшов у відставку у 2020 році.

## Основні праці
- Савченко А. В. Мотив і мотивація злочину : монографія. К.: Атіка, 2002. 144 с.
- Савченко А. В. Федеральні правоохоронні органи США: місія, організаційна структура та застосування кримінального законодавства : навч. посіб. К.:  «Текст», 2003. 122 с.
- Савченко А. В., Матвійчук В. В., Никифорчук Д. Й., Співак В. М. Міжнародний досвід використання агентури правоохоронними органами держав Європи та США : навч. посібник / За загальною ред. Я. Ю. Кондратьєва. К.: КНТ, 2005. 88 с.
- Савченко А. В., Кузнецов В. В., Штанько О. Ф. Сучасне кримінальне право України : курс лекцій.  К.: Вид. ПАЛИВОДА А.В., 2005. 640 с.
- Сучасне кримінальне право України: нормативно-правові документи та судово-слідча практика: хрестоматія / Упоряд. А. В. Савченко та ін.; За заг. ред. В. В. Кузнецова. К.: Вид. ПАЛИВОДА А.В., 2005.  496 с.
- Савченко А. В. Кримінальне законодавство України та федеральне кримінальне законодавство Сполучених Штатів Америки: комплексне порівняльно-правове дослідження: монографія. К., КНТ, 2007. 594 с.
- Савченко А. «Білокомірцеві» злочини (кримінально-правова характеристика) (та ще інші 22 статті, загальним обсягом 4 друк. арк.). Міжнародна поліцейська енциклопедія : У 10 т. / Відпов. ред. Є. М. Моісеєв, Ю. І. Римаренко, В. Я. Тацій, Ю. С. Шемшученко. К.: Атіка, 2007. Т. IV. Кримінально-правові, кримінологічні та кримінально-виконавчі засади поліцейської діяльності. 968 с.
- Савченко А. В. Порівняльний аналіз кримінального законодавства України та федерального кримінального законодавства Сполучених Штатів Америки : дис. ... д-ра юрид. наук : 12.00.08 / Київ. нац. ун-т внутр. справ. Київ, 2007. 616 с.
- Кримінальний кодекс України: постатейні матеріали та навчально-практичні завдання / І. П. Баглай, І. Г. Богатирьов, О. І. Богатирьова, К. Т. Кравченко,О. М. Литвинов, А. В. Савченко, Ю. Л. Сенін, О. І. Соболь; За заг. ред. докт. юрид. наук, проф. І. Г. Богатирьова. К.: Атіка, 2011. 640 с.
- Кваліфікація злочинів, підслідних органам внутрішніх справ : навч. посіб. /  За заг. ред. В. В. Коваленка; за наук. ред. О. М. Джужи та А. В. Савченка. К. : Атіка, 2011. 648 с.
- Кримінальна відповідальність за контрабанду: національний та міжнародний досвід: монографія / Музика А. А., Савченко А. В., Процюк О. В. [та ін.]. К. : ПАЛИВОДА А. В., 2011. 276 с.
- Розслідування злочинів у сфері службової діяльності та професійної діяльності, пов’язаної з наданням публічних послуг [Текст] : метод. рек. / [В. І. Фаринник, О. Ю. Татаров, А. В. Савченко, С. С. Чернявський та ін.]. К., 2012. 184 с.
- Савченко А. В. Злочини у сфері службової діяльності та професійної діяльності, пов’язаної з наданням професійних послуг. Науково-практичний коментар до розділу XVII Особливої частини Кримінального кодексу України /  А. В. Савченко, О. В. Кришевич / За заг. ред. д.ю.н., проф. В. І. Шакуна. К.: Алерта, 2012. 160 с.
- Кримінальна відповідальність за зґвалтування та насильницьке задоволення статевої пристрасті неприродним способом: монографія / А. В. Савченко, В. В. Кузнецов, Д. П. Москаль, М. В. Сийплокі ; за заг. ред. д.ю.н., проф. О. М. Джужи. Ужгород: ТОВ  «ІВА», 2012. 272 с.
- Розкриття та розслідування злочинів, пов’язаних з розповсюдженням у мережі Інтернет порнографічних предметів і творів, що пропагують культ насильства та жорстокості, расову, національну чи релігійну нетерпимість та дискримінацію: метод. рек. / [Стрільців О. М., Чернявський С. С., Школьний В. Б., Савченко А. В. та ін.] ; за заг. ред. О. М. Джужі. К. : Нац. акад. внутр. справ, 2012.  40 с.
- Савченко А. В., Репецький С. П. Суспільна моральність як об’єкт злочинних посягань: монографія. Івано-Франківськ: Тіповіт, 2012. 280 с.
- Свідоцтво про реєстрацію авторського права на твір № 45706. Україна, Державна служба інтелектуальної власності України. Програмний продукт «Мультимедійний навчальний посібник «Кримінальне право. Загальна частина» / Савченко А. В., Кісілюк Е. М., Процюк О. В., Вартилецька І. А., Микитчик О. В., Кришевич О. В., Кузнецов В. В., Смаглюк О. В., Приходько Т. М., Вільхова Л. Є.; авторські майнові права належать НАВС, дата реєстрації 20.09.2012.
- Свідоцтво про реєстрацію авторського права на твір № 46225. Україна, Державна служба інтелектуальної власності України. Програмний продукт «Мультимедійний навчальний посібник «Кримінальне право. Особлива частина» / Савченко А. В., Кісілюк Е. М., Процюк О. В., Вартилецька І. А., Микитчик О. В., Кришевич О. В., Кузнецов В. В., Смаглюк О. В., Копотун І. М., Вільхова Л. Є. ; авторські майнові права належать НАВС, дата реєстрації 02.11.2012.
- Свідоцтво про реєстрацію авторського права на твір № 47516. Україна, Державна служба інтелектуальної власності України. Науковий твір  «Методика розкриття та розслідування злочинів, пов’язаних з розповсюдженням у мережі Інтернет порнографічних предметів і творів, що пропагують культ насильства та жорстокості, расову, національну чи релігійну нетерпимість та дискримінацію» / Стрільців О. М., Чернявський С. С., Школьний В. Б., Савченко А. В., Вознюк А. А., Кухаренко С. В., Демчіхіна Є. С., Джужа А. О. ; авторські майнові права належать НАВС, дата реєстрації 29.01.2013.
- Кузнецов В. В., Савченко А. В.  Теорія кваліфікації злочинів : підручник / За заг. ред. д.ю.н., проф. В.  І. Шакуна. 5-те вид., перероб. К.: Алерта, 2013. 320 с.
- Савченко А. В., Шуляк Ю. Л. Кримінальна відповідальність за шахрайство в Україні та за кордоном: порівняльно-правове дослідження : монографія. К.: Видавництво  ТОВ «НВП «Інтерсервіс», 2013. 216 с.
- Судово-практичний коментар Кримінального кодексу України. [текст] / За заг. ред. Савченка А. В. К.: «Центр учбової літератури», 2013. 1272 с.
- Савченко А. В., Стрільців О. М. Кримінально-правова протидія незаконному обігу наркотиків: міжнародні та національні стандарти : посібник ; за ред. ректора Нац. акад. внутр. справ, д.ю.н., професора, член-кор. НАПрН України генерал-лейтенанта міліції В. В. Коваленка. К.: НАВС, 2014. 146 с.
- Савченко А. В., Шуляк Ю. Л. Кримінальне право України. Загальна та Особлива частини (у схематичних діаграмах) [текст] : навч. посіб. К.: «Центр учбової ітератури», 2015. 312 с.
- Свідоцтво про реєстрацію авторського права на твір № 58640. Україна, Державна служба інтелектуальної власності України. Науковий твір  «Методика розслідування прийняття пропозиції, обіцянки або одержання неправомірної вигоди службовою особою» / Чернєй В. В., Чернявський С. С., Вознюк А. А., Савченко А. В., Никифорчук Д. Й., Арешонков В. В., Тарасенко О. С.; авторські майнові права належать НАВС, дата реєстрації 16.02.2015.
- Кримінальна субкультура: поняття, суспільна небезпека, форми та засоби впливу на правопорядок в установах виконання покарань : навчальний посібник / В. В. Василевич, А. В. Савченко, З. В. Журавська, М. М. Яцишин та ін.; за заг. ред. д.ю.н., професора О. Г. Колба, д.ю.н., професора О. М. Литвинова. К. : Інститут обдарованої дитини, 2015. 146 с.
- Протидія сепаратизму в Україні [Текст] : практ. посіб. / [В. І. Василинчук, С. С. Чернявський, О. М. Стрільців, А. В. Савченко]. К. : ФОП Кандиба Т. П., 2015. 156 с.
- Науково-практичний коментар Кримінального кодексу України / Д. С. Азаров, В. К. Грищук, А. В. Савченко [та ін.] ; за заг. ред. О. М. Джужі, А. В. Савченка, В. В. Чернєя. К. : Юрінком Інтер, 2016. 1064 с.
- Реалізація принципу диференціації та індивідуалізації виконання покарань у кримінально-виконавчій діяльності України / Колб О. Г., Джужа О. М., Конопельський В. Я., Савченко А. В., Колб І. О., Журавська  З. В., Горбач Л. М., Чередніченко С. Ю.; за заг. ред. д.ю.н., професора О. Г. Колба та О. М. Джужи. К.: Кондор-Видавництво, 2016. 336 с.
- Савченко А. В. Корупційні злочини (кримінально-правова характеристика) : навч. посіб. К.: «Центр учбової літератури», 2016. 168 с.
- Державана антикорупційна політика і запобігання та протидія корупції на публічній службі в органах державної влади і органах місцевого самоврядування: монографія / авт. кол. : В. В. Василевич, Т. Е. Василевська, В. Ф. Нестерович, Е. В. Расюк, А. В. Савченко, В. Л. Федоренко (кер.) та ін. ; за ред. проф. Ю. В. Ковбасюка і проф. В. Л. Федоренка. К.: Вид-во Ліра-К, НАДУ, 2016. 524 с.
- Кримінально-правова характеристика злочинів у сфері обігу наркотичних засобів та психотропних речовин, вчинених із залученням неповнолітніх та щодо неповнолітніх / Савченко А. В., Вартилецька І. А., Семенюк О. О., Луцак О. О. : [монографія]. К.: НАВС, 2016. 267 с.
- Свідоцтво про реєстрацію авторського права на твір № 70249. Україна, Державна служба інтелектуальної власності України. Літературно-письмовий твір учбового характеру «Методика «Протидія злочинам, пов’язаним із сепаратистськими діями»  / Стрільців О. М., Савченко А. В., Василинчук В. І., Никифорчук Д. Й., Костюк В. Л., Арешонков В. В.; авторські майнові права належать НАВС, дата реєстрації 03.02.2017.
- Кримінально-правова охорона соціального та пенсійного страхування / В. С. Кошевський, П. А. Воробей, А. В. Савченко, О. О. Семенюк, О. Г. Колб : монографія. Київ: Юрінком Інтер, 2017. 154 с.
- Науково-практичний коментар Кримінального кодексу України / Д. С. Азаров, В. К. Грищук, А. В. Савченко [та ін.] ; за заг. ред. О. М. Джужі, А. В. Савченка, В. В. Чернєя. К. : Юрінком Інтер, 2017. 1104 с.
- Запобігання злочинам, що вчиняються персоналом державної кримінально-виконавчої служби в Україні у сфері виконання покарань: монографія / А. В. Савченко, О. Г. Колб, В. Я. Конопельський та ін. / За заг. ред. докт. юрид. наук, професора, член-корреспондентя НАПрУ Коваленка В. В. Луцьк : ПрАТ «Волинська обласна друкарня», 2017. 526 с.
- Велика українська юридична енциклопедія : у 20 т. Харків : Право, 2016. Т. 17 : Кримінальне право / редкол.: В. Я. Тацій (голова), В. І. Борисов (заст. голови) та ін. ; Нац. акад. прав. наук України ; Ін.-т держави і права ім. В. М. Корецького НАН України ; Нац. юрид. ун-т ім. Ярослава Мудрого. 2017.  1064 с.
- Виявлення і розслідування умисних вбивств оперативними та слідчими підрозділами Національної поліції [Текст] : метод. рек. / Никифорчук Д. Й., Савченко А. В., Тарасенко О. С. та ін.]. Київ : Нац. акад. внутр. справ, 2017. 116 с.
- Andrii Savchenko, Oleksandr Babikov, Olena Oliinyk. 2017. Comparative and Legal Analysis of Criminal and Legal Protection of Individual Components of Natural Environment: European Experience, Journal of Advanced Research in Law and Economics, Volume VIII, Winter, 7(29): 2219–2226. DOI: 10.14505/jarle.v8.7(29).22. Available from: http://journals.aserspublishing.eu/jarle/index.
- Кримінальна відповідальність за катування в Україні та зарубіжних країнах : навч. посіб. / за заг. ред. д.ю.н., проф. А. В. Савченка. К. : Видавничий дім «Кондор», 2018. 240 с.
- Корупційна злочинність в Україні: сучасний стан, детермінанти та запобігання : навч. посіб. / автор. кол.: В. В. Василевич, О. М. Джужа, А. О. Джужа, О. Г. Колб, О. І. Колб, Н. В. Кулакова, Ю. О. Левченко, А. В. Микитчик, С. І. Мінченко, С. А. Мозоль, Т. В. Миронюк, Г. С. Поліщук, Е. В. Расюк, А. В. Савченко; за заг. ред. проф. О. М. Джужи та доц. Е. В. Расюка. Київ: ФОП Маслаков, 2018. 340 с.
- Свідоцтво про реєстрацію авторського права на твір № 77304. Україна, Міністерство економічного розвитку і торгівлі України. Науковий твір  «Мультимедійний навчальний посібник «Кримінально-правова характеристика корупційних злочинів» / Савченко А. В., Підвисоцький В.В.; авторські майнові права належать НАВС, дата реєстрації 05.03.2018.
- Свідоцтво про реєстрацію авторського права на твір № 77305. Україна, Міністерство економічного розвитку і торгівлі України. Науковий твір  «Мультимедійний підручник «Кваліфікація окремих видів злочинів» / Савченко А. В., Вартилецька І.А., Кісілюк Е.М., Кришевич О.В., Кузнецов В.В., Микитчик О.В.; Процюк О.В.; Мостепанюк Л.О.; Семенюк О.О.; Смаглюк О.В.; авторські майнові права належать НАВС, дата реєстрації 05.03.2018.
- Науково-практичний коментар Кримінального кодексу України / Д. С. Азаров, В. К. Грищук, А. В. Савченко [та ін.]; за заг. ред. О. М. Джужі,  А. В. Савченка, В. В. Чернєя. 2-ге вид., перероб. і допов. Київ: Юрінком Інтер, 2018. 1104 с.
- Кримінальна відповідальність за привласнення, розтрату майна або заволодіння ним шляхом зловживання службовим становищем / Слабченко О. А., Савченко А. В., Семенюк О. О., Смаглюк О. В. :  [монографія]. К. : ФОП Маслаков, 2018. 164 с.
- Клименко О. А., Савченко А. В. Шахрайство у сфері надання туристичних послуг в Україні: кримінально-правова характеристика та запобігання : монографія. К. : Видавничий дім «АртЕк», 2018. 226 с.
- Савченко А. В. Психиатрические и уголовно-правовые вопросы невменяемости / П. А. Воробей, А. В. Савченко, О. В. Кришевич // Психиатрия, психотерапия и клиническая психология : международный научно-практический журнал. 2018. № 4. С. 624–636. ISSN 2220-1122 (print), ISSN 2414-2212 (online).
- Науково-практичний коментар Закону України «Про основні засади забезпечення кібербезпеки України». Станом на 1 січня 2019 року / М. В. Гуцалюк та ін.; за ред. М. В. Гребенюка. Київ: Національна академія прокуратури України, 2019. 220 с.
- Кримінальна відповідальність за несанкціоноване втручання в роботу ЕОМ / Ю. А. Бельський, П. А. Воробей, А. В. Савченко, О. Г. Колб : монографія. Київ : Юрінком Інтер, 2019. 264 с.